# Goniopholididae
Goniopholididae – wymarła rodzina wiodących częściowo wodny tryb życia krokodylomorfów średniej wielkości, przypominających dzisiejsze krokodyle. Żyły one od wczesnej jury do późnej kredy (dokładniej synemur-cenoman).

## Występowanie
Zwierzęta te zamieszkiwały dużą część Laurazji, od Ameryki Północnej przez Europę do Chin w środkowej jurze, i aż do dzisiejszej Tajlandii we  wczesnej kredzie.